# (12318) Kästner
(12318) Kästner ist ein Asteroid des inneren Hauptgürtels, der am 30. April 1992 von dem deutschen Astronomen Freimut Börngen am Karl-Schwarzschild-Observatorium in Tautenburg, Thüringen, entdeckt wurde. Der Asteroid wurde nach dem deutschen Schriftsteller Erich Kästner benannt, der für seine Kinderbücher und satirischen Romane bekannt ist.
Er umkreist die Sonne auf einer elliptischen Bahn mit einer großen Halbachse von 2,996 AE, einer Exzentrizität von 0,211 und einer Inklination zur Ekliptik von 12,3°.